# Epipactis stellifera
Epipactis stellifera  (лат.) — вид однодольных растений рода Дремлик (Epipactis) семейства Орхидные (Orchidaceae). Впервые описан ботаниками М. ди Антонио и П. Вейя в 2001 году.
В некоторых источниках не признаётся отдельным видом, и определяется как синоним Epipactis fageticola (C.E. Hermos.) Devillers-Tersch. & Devillers либо Epipactis phyllanthes G.E. Sm..
Видовой эпитет «stellifera» связан с звездчатой формой цветков растения.

## Распространение, описание
Эндемик Швейцарии, распространённый в кантоне Во на западе страны. Типовой экземпляр собран в коммуне Сент-Уэн.
Небольшое растение с тонким стеблем. Корневище ветвящееся, размером до 8 см. Листья очерёдные, от зелёного до светло-зелёного цвета. Соцветие несёт 1—14 поникающих цветков колокольчиковидной формы с бело-зелёными лепестками, без запаха. Цветёт с июля до середины августа.
Растёт на слабокислых известняковых почвах, в смешанных лесах и на опушках.